# Ugo Ugoletti
Ugo Ugoletti (fl. XX secolo) è stato un giornalista italiano, specializzato soprattutto nell'arte cinematografica.
Fu direttore di alcuni quotidiani, come "La Cine-Gazzetta" e "Cinemundus"; fu anche co-direttore del Corriere dello Spettacolo. Vinse la medaglia d'oro alla settima edizione del 1964 di Una vita per il cinema, la storica manifestazione nata a Roma nel 1954.